# Leo Larisch-Mönnich
Leo hrabě Larisch-Mönnich (10. ledna 1824, Dolní Životice – 24. ledna 1872 Dolní Životice) byl český šlechtic.

## Život
Pocházel ze šlechtického rodu Larischů, respektive Larisch-Mönnichů, byl druhým synem hraběte Jindřicha I. Larisch-Mönnicha (1793–1859) a jeho manželky Henrietty, rozené Haugvicové (1799–1884).
Vystudoval práva a po jejich dokončení vstoupil do armády k hulánskému pluku. V roce 1849 se účastnil bojů v Uhrách a zde dosáhl hodnosti nadporučíka. Po ukončení služby v armádě se věnoval právnické praxi. Roku 1859 zdědil po otcově smrti statky Dolní Životice na Opavsku a Zakrzów (dnes Polsko). Leo hrabě Larisch-Mönnich nesl smrt manželky špatně a objevily se u něj psychické potíže. To vedlo k hospitalizaci v Döblingu u Vídně v roce 1867. Jeho stav se nelepšil a byl převezen do Dolních Životic. Pohřben by vedle své  manželky v rodinné hrobce Larisch-Mönnichů ve Fryštátě.

### Rodina
Leo hrabě Larisch-Mönnich se v roce 1851 v Bukurešti oženil s Helenou Stirbey (1835–1864). S manželkou měli 4 děti.

## Vyznamenání
- Vojenský záslužný kříž